# Ошген
Ошген (нім. Oeschgen) — громада  в Швейцарії в кантоні Ааргау, округ Лауфенбург.

## Географія
Громада розташована на відстані близько 80 км на північний схід від Берна, 15 км на північ від Аарау.
Ошген має площу 4,4 км², з яких на 14,3% дозволяється будівництво (житлове та будівництво доріг), 66,7% використовуються в сільськогосподарських цілях, 18,1% зайнято лісами, 0,9% не є продуктивними (річки, льодовики або гори).

## Демографія
2019 року в громаді мешкало 1044 особи (+15,6% порівняно з 2010 роком), іноземців було 13,4%. Густота населення становила 238 осіб/км².
За віковим діапазоном населення розподілялося таким чином: 21,7% — особи молодші 20 років, 61,4% — особи у віці 20—64 років, 16,9% — особи у віці 65 років та старші. Було 433 помешкань (у середньому 2,4 особи в помешканні).
Із загальної кількості 282 працюючих 28 було зайнятих в первинному секторі, 84 — в обробній промисловості, 170 — в галузі послуг.